# Карнеги Хол
„Карнеги Хол“ (на английски: Carnegie Hall, произнасяно /ˌkɑrnɨɡi ˈhɔːl/) е концертен комплекс в Манхатън, Ню Йорк, Съединените американски щати.
Намира се на 7-о авеню 881 и се простира от източното продължение на 7-о авеню между Западната 56-а улица до Западната 57-а улица, 2 квартала на юг от Сентрал Парк.
„Карнеги Хол“ е проектиран от архитекта Уилям Бърнет Тутпил и построен от филантропа Андрю Карнеги през 1890 г. Комплексът е сред най-известните концертни зали в за класическа и популярна музика, прочут е със своята красота, история и акустика. Има отдели за артистична програма, развитие и маркетинг. Прави около 100 представления всеки сезон. Наема се от изпълнителски групи. Нюйоркската филхармония се помещава официално там до 1962 г.
Има и друга, по-малка сграда на „Карнеги Хол“, отново построена и финансирана от Андрю Карнеги, която се намира в родното място на Андрю Карнеги - Дънфърмлин, Шотландия.

## Дебютирали българи
- Анна-Мария Равнополска-Дийн, арфистка
- Анна Велева, сопрано
- Евгений Шевкенов, цигулар